# Шура-и-Ислам
Шура-и-Ислам (с арабского «Совет ислама» или «Исламский совет») — общественно-политическая организация в Туркестане, существовавшая в годы революции 1917 года и Гражданской войны в России. Организация основана в начале марта 1917 в Ташкенте и была идейно связана с национально-демократическим просветительским движением Джадидизма. Возглавил организацию М. К. Абдурашидханов. Активную роль в организации играли Шокай Мустафа, А. В. Кори, М. Муминбаев, А. Темирбеков, Мирджалилов Саиднасыр и др. К концу марта 1917 отделения Шура-и-Ислам возникли почти во всех городах Туркестана. Самаркандское отделение организации «Шура-и-Ислам» (Исламский совет) основывал и руководил Кази-Калян Самаркандской области Исохон Ширинхужаев.
Одним из главных политических требований организации было создание национально-религиозной автономии Туркестана в составе России. Организация выступала за сохранение частной собственности, в том числе на землю.
16—23 апреля 1917 прошёл съезд Шура-и-Ислам, на котором присутствовали делегаты 42 её отделений. Съезд принял решение о культурно-политическом самоуправлении Туркестана и выразил доверие Временному правительству. На съезде был избран «Краевой совет туркестанских мусульман».
С момента создания организации в ней выделилось два основных крыла джадидов и улемистов. Первые выступали за проведение буржуазно-демократических реформ, вторые были сторонниками ортодоксального ислама, требовали соблюдения норм шариата, выступали против реформы образования на европейский манер. В июне 1917 улемисты вышли из Шура-и-Ислам и образовали свою организацию Шура-и-Улема.
Члены организации негативно встретили Октябрьскую революцию в России и Вооруженное восстание в Ташкенте в октябре 1917 года. В ответ на провозглашение в Ташкенте Туркестанской советской республики члены организации приняли участие в создании национального правительства в Коканде (См. Кокандская автономия). После разгрома правительства в Коканде, члены организации участвовали в движении басмачей против Советской власти в Туркестане.

## Известные представители организации «Шура-и-Ислам»
- Мунаввар Кары Абдурашидханов
- Мустафа Шокай
- Мирджалилов Саиднасыр
- Махмудходжа Бехбуди
- Исохон Ширинхужаев
- Маджид Кадыри
- Файзулла Ходжаев
- М. Муминбаев
- А. Темирбеков
- А. В. Кори
- Мирзараим Атабай оглы
- Абдураим Атабай оглы
- Абдулвахаб Атабай онды